# Fons Hendriks
Fons Hendriks (Rotterdam, 28 augustus 1986) is een Nederlands verslaggever en presentator.

## Carrière
Zijn televisiecarrière startte Hendriks bij RTV NH (Buurten) en AT5 (Koopkracht). In 2013 begon Hendriks als tv-verslaggever voor het programma Rambam van BNNVARA. Vervolgens was hij verslaggever voor verschillende programma's zoals Jinek en Jan rijdt rond (KRO-NCRV). Sinds 2017 is Fons Hendriks co-presentator van het consumentenprogramma Radar van AVROTROS, naast Antoinette Hertsenberg.
Hendriks heeft in de zomer van 2021 een eigen tv-serie gemaakt, Radar Checkt!. In dit programma worden problemen van consumenten verholpen en opzienbarende zaken aan de kaak gesteld. Zo wordt illegale handel in moedermelk blootgelegd en gemeenten aangesproken op hun beleid omtrent daklozen. Door de uitzending wordt er onderdak gevonden voor een dakloze in Vlaardingen.
Sinds september 2022 schrijft Hendriks wekelijks de rubriek Fons vraagt zich af in de weekendbijlage van de krant Het Parool. Hij behandelt onrecht, misleiding en futiliteiten waar de consument tegenaan loopt.
In 2024 deed Hendriks mee aan seizoen 24 van Wie is de Mol?, hij was de winnende finalist.